# Motorový vůz 811 (2020)
Motorový vůz 811 je český železniční motorový vůz, který vznikl rekonstrukcí z motorového vozu řady 810 v roce 2020. Modernizace byla prováděna na objednávku Českých drah. Do řady 811 byl zařazen také experimentální autonomní vůz AŽD Praha.
Důvodem pro rekonstrukci starších vozů řady 810 na řadu 811 byl požadavek Moravskoslezského kraje na rychlé zlepšení regionální dopravy (především dosazením klimatizace) před příchodem nových vozidel za několik let.
Přestože byla zvolena stejná řada jako u předchozí rekonstrukce, nemá nová řada 811 téměř nic společného s původní, dnes již neexistující, řadou 811 (vozy 811.082 a 811.494) z roku 1997. Oba vozy původní řady jsou již zrušeny – 811.082 sešrotován (2020) a 811.494 přestavěn na jednotku 814.198 (2012).
Stejně jako u předchozí řady 811 bylo vozu po rekonstrukci ponecháno původní inventární číslo. Prvním zástupcem nové řady 811 se stal vůz 811.476, dalšími pak (řazeno dle data modernizace) 811.524, 811.507, 811.399, 811.106, 811.444, 811.222, 811.052, 811.639, 811.177, 811.382, 811.678, 811.173 a 811.520.[zdroj?]
Na vozech měl probíhat zkušební provoz do 30. června 2021.[zdroj?]
V roce 2024 zprovoznila společnost AŽD Praha experimentální autonomní vůz 811.111 EDITA (akronym z Experimentální Drážní vozidlo pro Inovativní Technologie AŽD), který vznikl přestavbou vozu 810.111. Byl určen pro zkušební trať Kopidlno – Dolní Bousov, kterou vlastní AŽD Praha. Vůz 811.111 tam s cestujícími poprvé vyjel v dubnu 2025.

## Popis
Uspořádání vozu je shodné s vozem řady 810. Jedná se o motorový vůz se dvěma jednonápravovými podvozky, jeden je hnaný. Jedná se o vůz s jedním velkoprostorovým oddílem uprostřed, na každém konci vozu je pak nástupní prostor, jeden zvětšený s WC a místem pro kola a kočárky, a kabina strojvedoucího. V oddíle pro cestující jsou nad sedadly příčné police na zavazadla. Sedadla jsou v uspořádání 3+2 převážně proti sobě (vis-á-vis), jen jedna řada (5 sedadel) je v „leteckém“ uspořádání. Toaleta byla ponechána původní s vývodem na koleje.[zdroj?]

### Modernizace
Kvůli potřebě vyššího výkonu pro klimatizaci musel být ve voze vyměněn původní spalovací motor LIAZ ML 634, za nový výkonnější motor TEDOM TD 242 RH TA 25 s výkonem 242 kW. Zbytek pohonu je ponechán původní. Z toho důvodu nesmí být všechen výkon motoru použit na pohon vozidla – to zabezpečuje elektronický regulátor omezující výkon motoru při nečinné klimatizaci na maximálně 152 kW (výkon původního motoru).
Dále byl kompletně zmodernizován interiér vozu. Bylo dosazeno: 
- polospouštěcí okna s možností uzamčení (celkem 3 na každé straně vozu, 2 jsou plná a 1 vyklápěcí)
- nové obložení stěn
- obrazovky informačního systému
- nová sedadla Borcad Visio (snížen počet míst z 55 na 45)
- zásuvky 230 V a USB 5 V
- bezdrátové připojení Wi-Fi

## Provoz
GVD 2024/2025
Moravskoslezský kraj
- Opava – Rýmařov  (většina osobních vlaků)
- Krnov – Jindřichov ve Slezsku
- Suchdol nad Odrou – Budišov nad Budišovkou
- Suchdol nad Odrou – Fulnek

## Fotogalerie

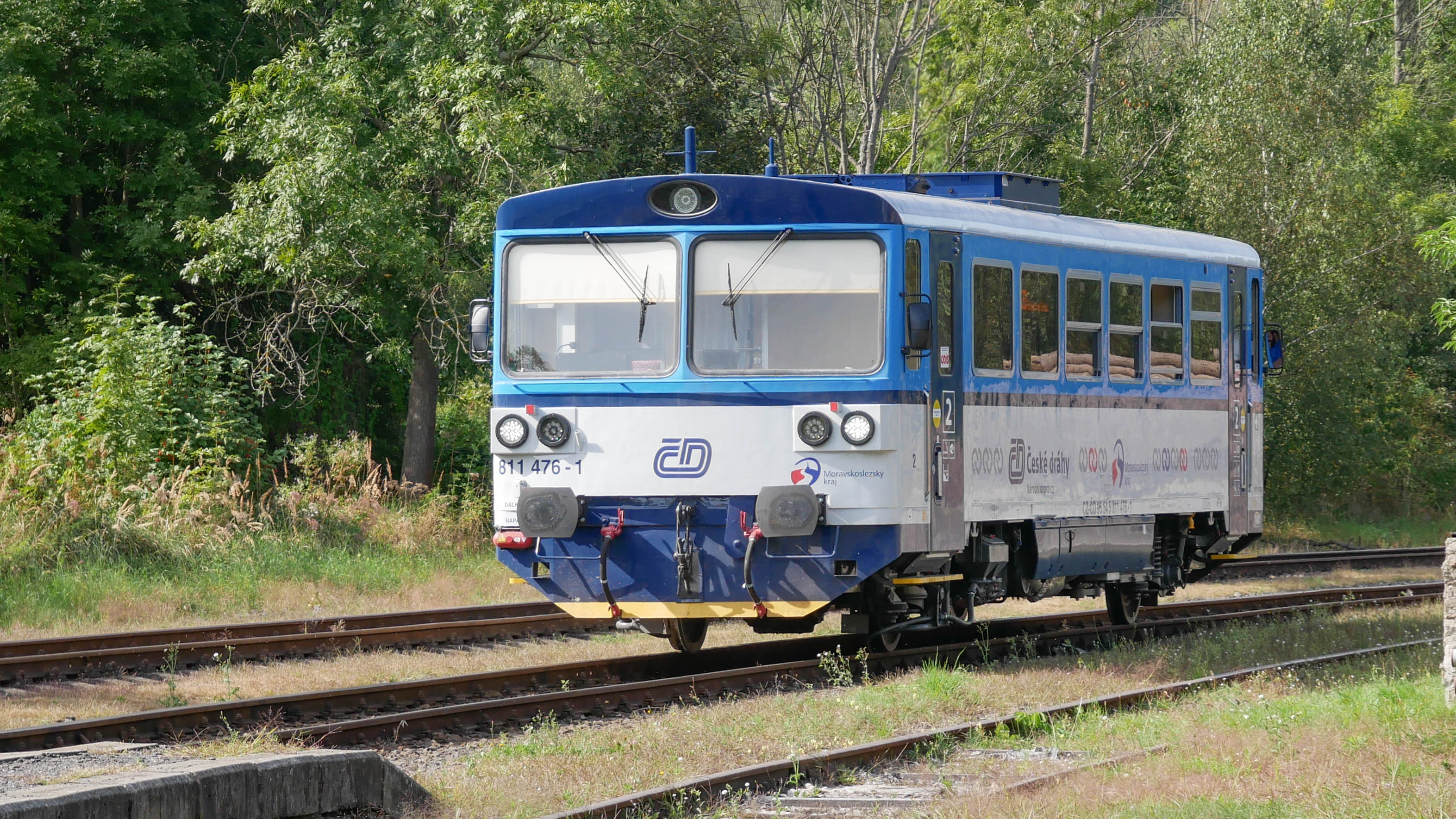
Motorový vůz 811 při posunu v dopravně D3 Budišov nad Budišovkou
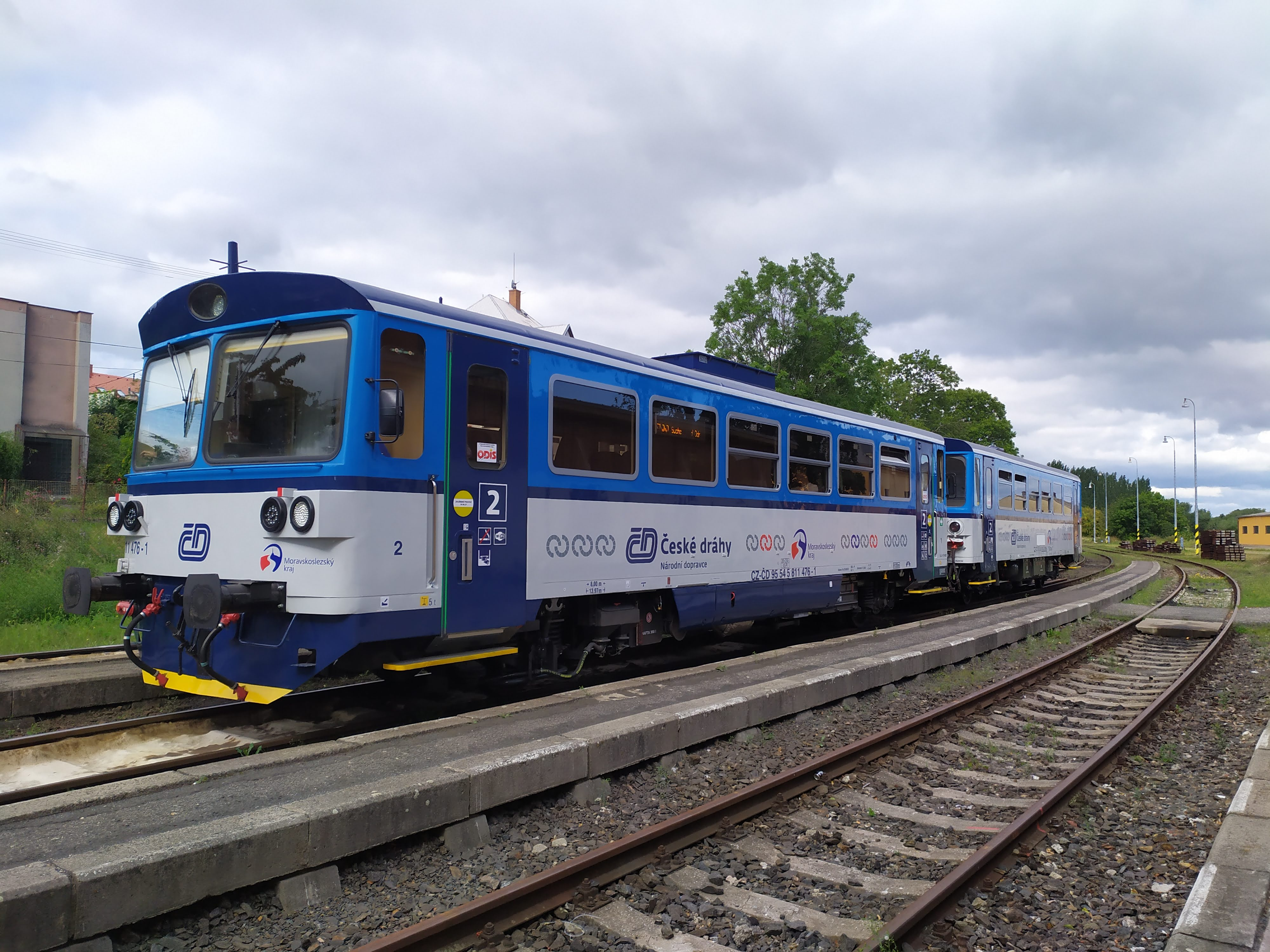
Motorový vůz řady 811 v dopravně D3 Vítkov
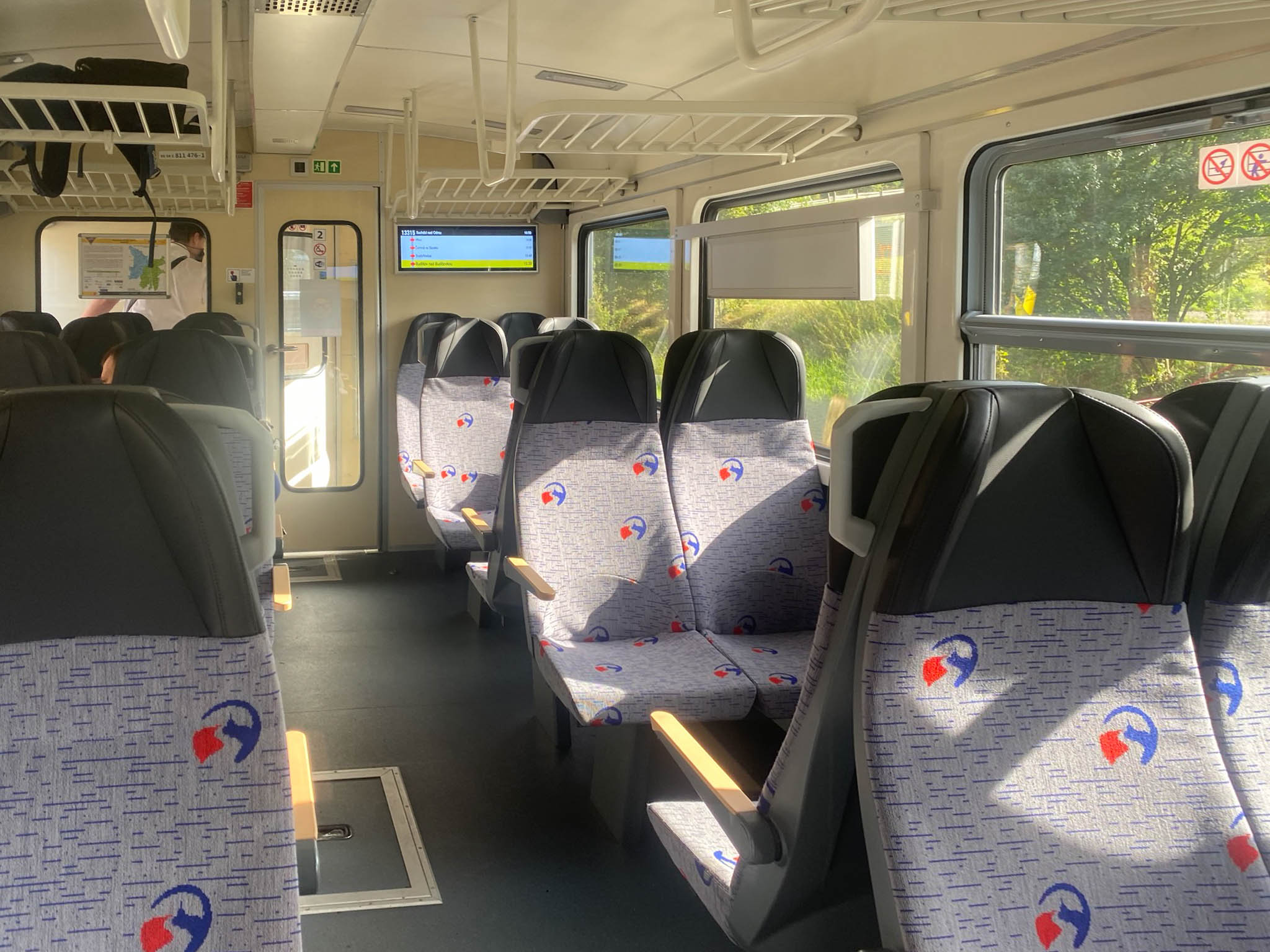
Interiér vozu
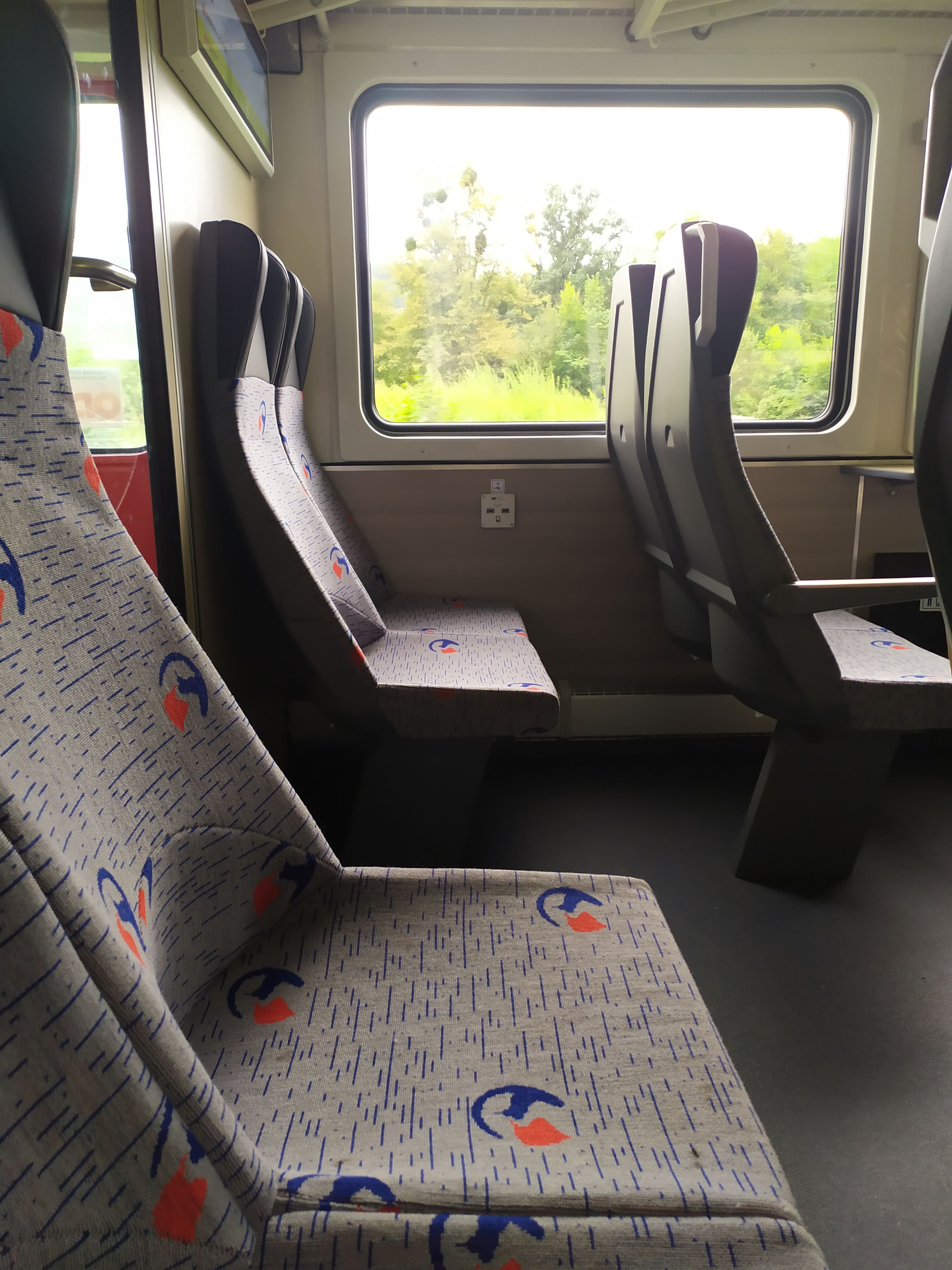
Sedadla s logem Moravskoslezského kraje
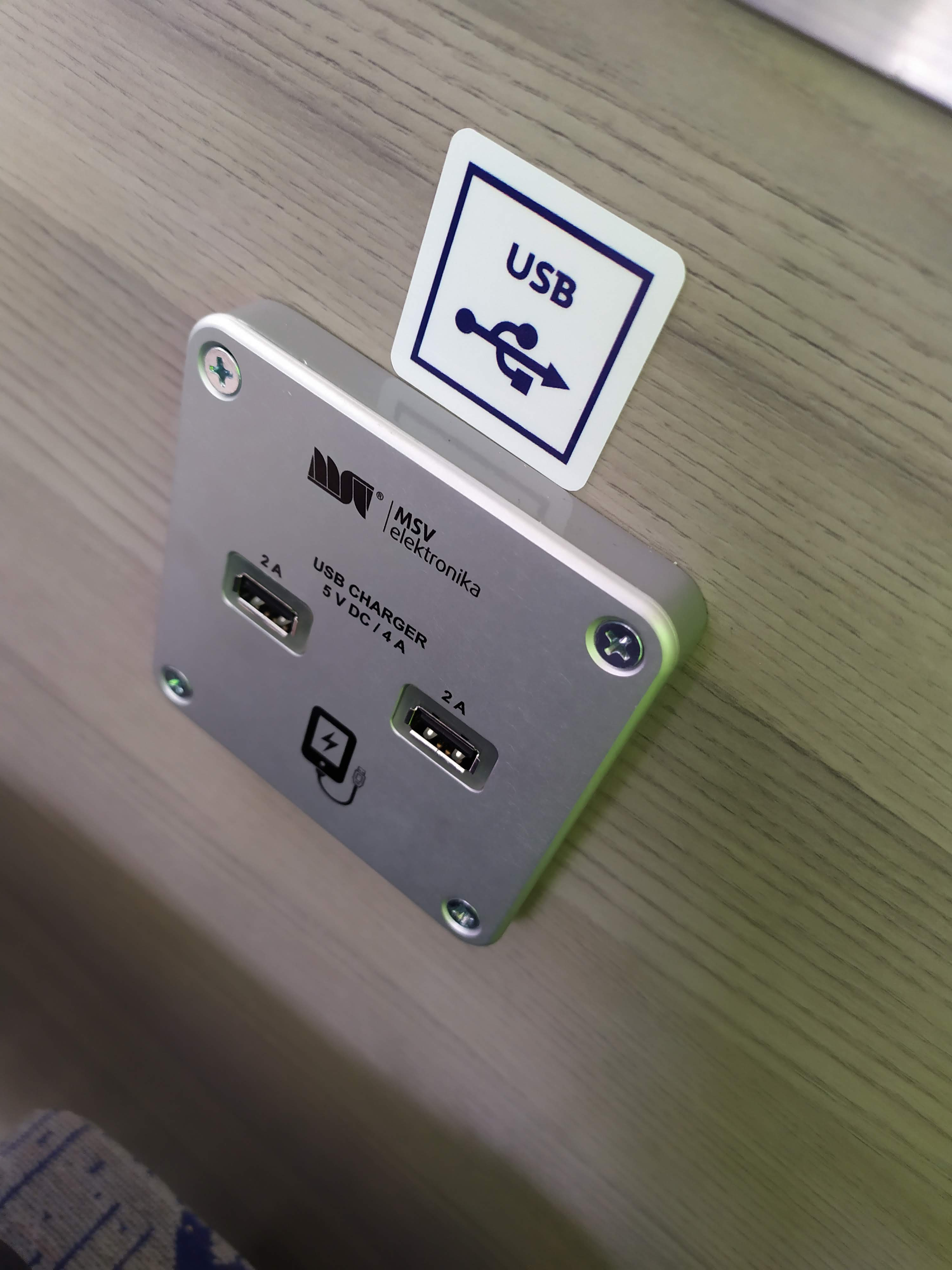
USB zásuvky v interiéru